# Финал Кубка России по футболу 2001
Финал Кубка России по футболу 2001 — 9-й финальный матч в истории розыгрышей Кубка России по футболу, который состоялся 20 июня 2001 года на московском стадионе «Динамо». В финале встречались московский «Локомотив», выигрывавший прежде три Кубка России, и махачкалинский «Анжи», прежде до этой стадии Кубка России не добиравшийся. Основное время матча завершилось со счётом 1:1, причём первый гол был забит на 90-й минуте, а второй — в компенсированное ко второму тайму время. В дополнительное время голов забито не было, а победу в послематчевых пенальти со счётом 4:3 одержал «Локомотив», выиграв свой четвёртый Кубок России за шесть лет.
Матч транслировался по РТР.

## Путь к финалу
Поскольку обе команды играли в Высшей лиге чемпионата России 2001 года, их участие в розыгрыше Кубка России сезона 2000/2001 началось со стадии 1/16 финала. «Локомотив» прошёл на пути к финалу команды «Томь» (Томск), «Газовик-Газпром» (Ижевск), «Амкар» (Пермь) и «Сокол» (Саратов), выйдя в финал Кубка России в пятый раз за последние шесть сезонов. «Анжи» же последовательно обыграл команды «Оазис» (Ярцево), ЦСКА, «Торпедо» (Москва) и «Крылья Советов», выйдя в финал. В случае своей победы «Анжи» мог стать вторым клубом не из Москвы, выигрывавшим Кубок России (после успеха «Зенита» в 1999 году).
| Локомотив (Москва) | Локомотив (Москва) | Локомотив (Москва) | Анжи (Махачкала) | Анжи (Махачкала) | Анжи (Махачкала) |
| ------------------ | ------------------ | ------------------ | ---------------- | ---------------- | ---------------- |
| Томь               | 0:1                | 1/16 финала        | 1/16 финала      | Оазис            | 1:2              |
| Газовик-Газпром    | 5:0                | 1/8 финала         | 1/8 финала       | ЦСКА             | 1:3              |
| Амкар              | 0:0 (пен. 3:1)     | 1/4 финала         | 1/4 финала       | Торпедо (Москва) | 1:0              |
| Сокол              | 0:1                | 1/2 финала         | 1/2 финала       | Крылья Советов   | 2:1              |

## Перед игрой
По оценкам, на стадионе присутствовало 8 тысяч зрителей, три четверти из которых были болельщиками «Анжи». Перед игрой подавляющая часть футбольных экспертов предсказывала победу «Локомотива», опираясь на больший по сравнению с махачкалинцами кубковый опыт «железнодорожников». В пользу «Локомотива» также говорил и спад «Анжи», который в розыгрыше чемпионата России 2000 года был близок к медалям, а сезон 2001 года начал очень тяжело. Вместе с тем была и другая точка зрения, распространённая среди болельщиков: после проигрыша в матче 13-го тура чемпионата России против «Спартака» (1:2) махачкалинцы были намерены выложиться на все 100 % в игре против «Локомотива» и выместить злость за поражение на «железнодорожниках».
В стартовом составе махачкалинцев не оказалось Александра Жидкова, получившего травму, а позицию вратаря занял ожидаемо Сергей Армишев. Вместе с тем на скамейке тренеров клуба «Анжи» на игре присутствовали не только Гаджи Гаджиев, но и Анатолий Бышовец.

## Ход игры

### Первый тайм
В начале первого тайма «Анжи» завладел инициативой во встрече, создав первый голевой момент уже на 9-й минуте, когда в результате несогласованных действий защитников «Локомотива» мяч отскочил к Предрагу Ранджеловичу, который угодил в перекладину. Ответ «Локомотива» прозвучал на 16-й минуте, когда после фола Пансе Билонга на Джеймсе Обиора «Локомотив» получил право на штрафной удар: Дмитрий Лоськов направил мяч в правую «девятку», откуда мяч с большим трудом вытащил Сергей Армишев, а на добивании Джеймс Обиора промахнулся с близкого расстояния.
На 20-й минуте «Локомотив» чуть не пропустил в очередной раз: Руслан Нигматуллин отразил мощный удар Магомеда Адиева, а на добивании с близкого расстояния промазал капитан махачкалинцев Нарвик Сирхаев. Через минуту Сирхаев сам взял инициативу на себя и нанёс дальний удар, который и в этот раз достал Нигматуллин. К середине тайма «Локомотив» окончательно потерял контроль над игрой: на 21-й и 24-й минутах Нигматуллин спасал команду после ударов Элвера Рахимича с 10 метров и после удара Билонга головой после подачи углового. В конце тайма камерунец Билонг снова упустил очередной момент, не попав по воротам с трёх метров, в ответ на что Дмитрий Лоськов вывел Марата Измайлова отличным пасом в штрафную, где Измайлов не смог переиграть Армишева.

### Второй тайм
Во втором тайме темп игры был не таким высоким, как в первом. «Локомотив» убрал с поля не проявившего себя Максима Бузникина и выпустил Зазу Данашию, благодаря чему сумел по ходу тайма выровнять игру и перехватить преимущество. В начале встречи неточными ударами обменялись Сирхаев и Обиора, а инициатива стала постепенно переходить к москвичам, хотя их лидер Лоськов слишком часто проигрывал единоборства. На 70-й минуте после ошибки Билонга Обиора с острого угла пробил выше ворот, а через пару минут в штрафной «Анжи» упал Джанашия, однако судивший игру Валентин Иванов отказался назначать пенальти. На 81-й минуте Вадим Евсеев после подачи углового нанёс мощный удар с 12 метров: хотя Армишев уже был бессилен спасти команду, вмешался Мурад Рамазанов, вынесший мяч из пустых ворот.
На 84-й минуте ещё один опасный удар нанёс Джанашия, заставив вступить в игру Армишева. На последней минуте второго тайма откровенно провалилась защита «Локомотива», пропустившая контратаку: Сирхаев убежал от Игоря Чугайнова и Геннадия Нижегородова, оформив выход один на один, и расстрелял ворота Нигматуллина, открыв счёт в матче. Судья добавил две минуты к основному времени матча, что, по словам Гаджи Гаджиева, вызвало у него недовольство. «Анжи» в это время убрал с поля Предрага Ранджеловича и Небойшу Стойковича, выпустив Анатолия Теблоева и Арсена Акаева. Когда уже две добавленные минуты истекли и пошла третья сверх добавленного времени, Геннадий Нижегородов ударом со своей половины поля разогнал атаку, которая завершилась передачей Альберта Саркисяна на Зазу Джанашию, поразившего ворота «Анжи». «Локомотив» тем самым успел сравнять счёт и уйти от поражения в основное время.

### Овертайм и серия пенальти
В ходе овертайма действовали крайне осторожно, хотя «Локомотив» был немного активнее, и в итоге победителя предстояло определить в серии пенальти. Первым, по жребию, начинал «Анжи»: на точный удар Руслана Агаларова ответил Марат Измайлов. Второй удар в исполнении Арсена Акаева пришёлся в Нигматуллина, а Джейкоб Лекхето свою попытку также реализовал. Третий удар «Анжи» реализовал Нарвик Сирхаев, а вот удар Игоря Чугайнова потащил Армишев. В четвёртой паре Элвер Рахимич после удара откровенно бездарно отправил мяч выше ворот, а Владимир Маминов свою попытку реализовал. Последним от «Анжи» бил Сергей Яскович, отправив мяч в ворота, но Дмитрий Лоськов, не выделявшийся весь матч, нанёс неберущийся удар, принёсший «Локомотиву» четвёртый Кубок России.

## Отчёт о матче
| 20 июня 2001 17:30 MSD | \| Локомотив (Москва) \| 1:1 (д. в. 1:1; по пен. 4:3) \| Анжи (Махачкала) \| \| Заза Джанашия 90+4′ \| Голы \| Нарвик Сирхаев 90′ \| | Динамо, Москва Зрителей: 8 500 Судья: Валентин Иванов (Москва) |
| Локомотив (Москва)     | 1:1 (д. в. 1:1; по пен. 4:3) | Анжи (Махачкала)                                               |
| Заза Джанашия 90+4′    | Голы | Нарвик Сирхаев 90′                                             |

| Серия пенальти:                                                       |     |                                                                    |
| Измайлов 1:1 · Лекхето 2:1 · Чугайнов 2:2 · Маминов 3:2 · Лоськов 4:3 | 4:3 | Агаларов 0:1 · Акаев 1:1 · Сирхаев 2:2 · Рахимич 2:2 · Яскович 3:3 |

| Локомотив | Анжи |

| Локомотив:                                                                 |    |                      |     |     |
|                                                                            |    |                      |     |     |
| В                                                                          | 1  | Руслан Нигматуллин   |     |     |
| З                                                                          | 2  | Геннадий Нижегородов |     |     |
| З                                                                          | 3  | Дмитрий Сенников     |     |     |
| З                                                                          | 4  | Джейкоб Лекхето      |     |     |
| З                                                                          | 5  | Вадим Евсеев         |     | 91' |
| З                                                                          | 6  | Игорь Чугайнов       |     |     |
| П                                                                          | 7  | Марат Измайлов       |     |     |
| П                                                                          | 8  | Владимир Маминов     |     |     |
| Н                                                                          | 9  | Джеймс Обиора        |     | 75' |
| П                                                                          | 10 | Дмитрий Лоськов      |     |     |
| Н                                                                          | 11 | Максим Бузникин      |     | 46' |
| Запасные:                                                                  |    |                      |     |     |
| В                                                                          | 12 | Платон Захарчук      |     |     |
| З                                                                          | 14 | Игорь Черевченко     |     |     |
| П                                                                          | 15 | Юрий Дроздов         |     |     |
| З                                                                          | 16 | Андрей Лаврик        |     | 91' |
| П                                                                          | 17 | Альберт Саркисян     | 94' | 75' |
| Н                                                                          | 18 | Заза Джанашия        |     | 46' |
| Н                                                                          | 19 | Руслан Пименов       |     |     |
| Тренер:                                                                    |    |                      |     |     |
| Юрий Сёмин Судьи на линии: Алексей Монахов (Москва) Лев Антонов (Владимир) |    |                      |     |     |

| Анжи:         |    |                     |       |       |
|               |    |                     |       |       |
| В             | 1  | Сергей Армишев      |       |       |
| З             | 2  | Денис Переменин     |       |       |
| З             | 5  | Сергей Яскович      |       |       |
| З             | 15 | Мишель Пансе Билонг |       |       |
| З             | 19 | Небойша Стойкович   | 46'   | 91'   |
| П             | 4  | Элвир Рахимич       |       |       |
| П             | 7  | Руслан Агаларов     | 99'   |       |
| П             | 8  | Нарвик Сирхаев      |       |       |
| П             | 12 | Магомед Адиев       |       | 75'   |
| П             | 13 | Мурад Рамазанов     |       |       |
| Н             | 18 | Предраг Ранджелович |       | 90+2' |
| Запасные:     |    |                     |       |       |
| З             | 10 | Валерий Лихобабенко |       |       |
| П             | 14 | Арсен Акаев         |       | 91'   |
| В             | 16 | Станислав Хотеев    |       |       |
| П             | 17 | Ратко Николич       |       |       |
| П             | 20 | Анатолий Теблоев    |       | 90+2' |
| П             | 21 | Валерий Алексеев    | 90+3' | 75'   |
| З             | 22 | Дженан Хошич        |       |       |
| Тренер:       |    |                     |       |       |
| Гаджи Гаджиев |    |                     |       |       |

| Обладатель Кубка России 2000/2001 |
| --------------------------------- |
| Локомотив (Москва)                |